# 斯图加特号小巡洋舰
斯图加特号是德意志帝国所建造的四艘柯尼斯堡级小巡洋舰的三号舰，以符腾堡城市斯图加特命名。它由但泽的帝国船厂承建，于1905年开始龙骨架设、1906年9月下水、至1908年2月投入舰队使用。其舰炮包括有十门105毫米40倍径速射炮和两具450毫米水下鱼雷发射管，最高速度可达24.1节。
斯图加特号在入役后曾担任炮术教练船，当第一次世界大战于1914年8月爆发后，它又被动员至公海舰队的侦察部队。在那里，舰只参与了日德兰海战，并与英国巡洋舰都柏林号交火。斯图加特号于战斗期间没有受损。它于1918年被改造为水上飞机母舰，并在战争结束后作为战利舰于1920年交予英国，其后拆解报废。

## 建造

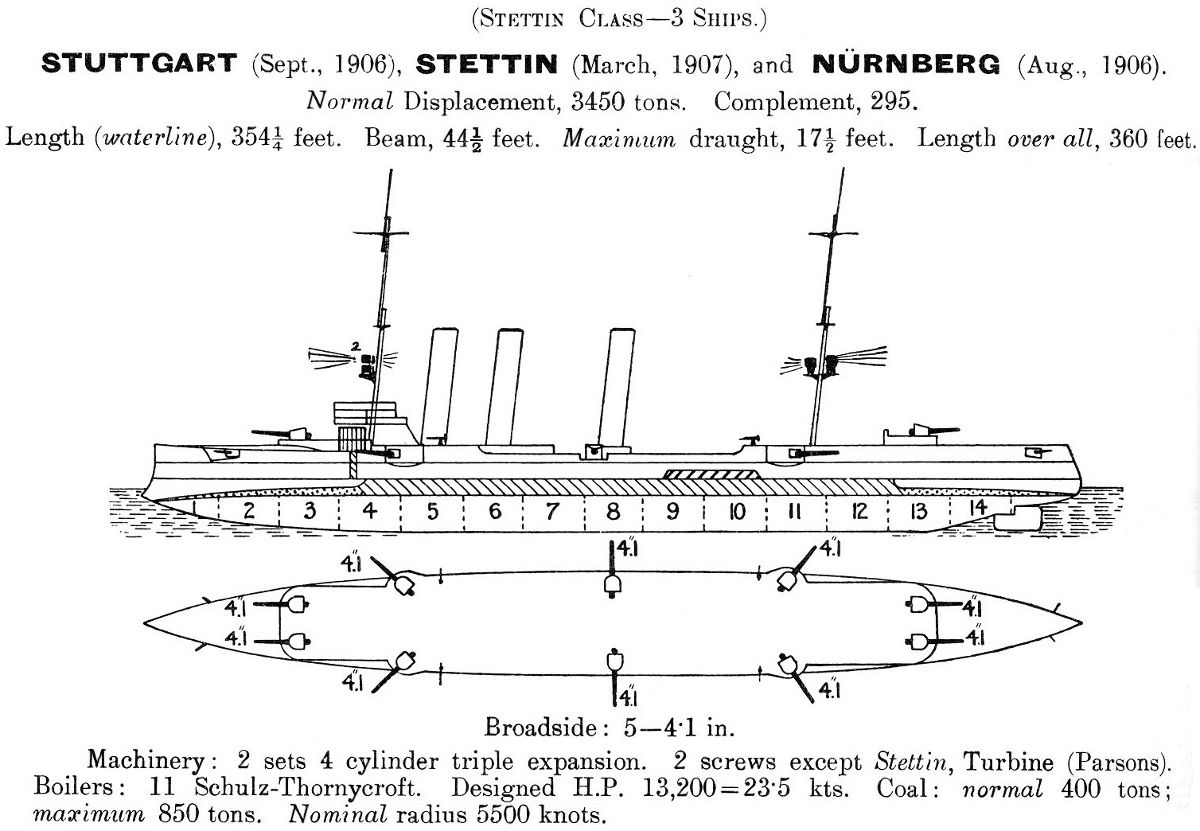
柯尼斯堡级舰只线条画 (Note: 图中误将该船级表述为“斯德丁级”，且不含柯尼斯堡号。)

斯图加特号是根据合同代号“O”作为新增编入舰队的单位订购，并于1905年在但泽的帝国船厂开始架设龙骨。它于1906年9月22日下水，之后展开舾装工作。在下水仪式上，由斯图加特时任市长海因里希·冯·高斯主持为舰只命名。1908年2月1日，舰只正式投入公海舰队使用。
斯图加特号的全长为115.3（378英尺3英寸），有13.2（43英尺4英寸）的舷宽和5.29（17英尺4英寸）的前吃水。在满载情况下，舰只的排水量可达3,814公噸（3,754長噸）。其推进系统由两台三缸三胀式蒸汽机组成，通过十一台燃煤船用式水管锅炉提供动力，额定功率为13,146匹公制馬力（9,669千瓦特）。它的最高速度达24.1節（44.6每小時），并可以12節（22每小時）的速度续航5,750海里（10,650）。舰只的标准船员编制则为14名军官及308名水兵。
斯图加特号的武器由十门单装105毫米40倍径速射炮组成。其中两门并排布置在艏艛前方，六门设于舰舯、每边各三门，以及两门并排布置在舰艉。这些炮支可提升至30°仰角，射程达12,700（13,900碼）。它们共提供1500发弹药，其中每炮150发。舰只还装备有八门52毫米55倍径速射炮和4000发弹药。此外，舰只同样配备有两具450（17.7英寸）的鱼雷管及五枚鱼雷，均浸没舷侧的船体内。在装甲方面，斯图加特号则受到厚达80（3.1英寸）的装甲甲板保护，司令塔的侧面也有100（3.9英寸）厚。

## 服役历史
入役后的斯图加特号于1908年4月9日便已完成海上试航，但由于船员短缺，它被迫停用一年。1909年2月16日，斯图加特号正式取代小巡洋舰宁芙号小巡洋舰，担任舰炮审查处的炮术教练船。在接下来的五年内，隶属于预备役分舰队的斯图加特号参加了所有相关的演习和训练巡航。在第一次世界大战爆发时，它被动员至公海舰队的第四侦察集群，与大巡洋舰布吕歇尔号共同驻扎在威廉港。不久，它便随其它几艘巡洋舰被派往黑尔戈兰湾执行巡逻任务。巡洋舰群将与鱼雷艇区舰队分开，并指定轮流驶入北海展开夜间巡逻。作为此次行动的一部分，斯图加特号于8月15日晚上与科隆号以及第一、第二鱼雷艇区舰队共同进行了一次巡逻，期间没有发生任何意外。
1914年12月15－16日，斯图加特号参加了突袭斯卡布罗、哈特尔浦及惠特比的行动。它被指派为公海舰队的屏护巡洋舰，为当时正在实施炮击、由海军少将弗朗茨·冯·希佩尔率领的战列巡洋舰群提供远程掩护。在收到有关英国驱逐舰出动的报告后，公海舰队总司令、海军上将腓特烈·馮·英格諾爾遂下令全体向左转舵并驶向德国。在06:59，斯图加特号、汉堡号以及大巡洋舰罗恩号遭遇了由英国海军中校罗夫特斯·琼斯率领的驱逐舰群。琼斯紧追德国人直至07:40，此时斯图加特号和汉堡号被分离出来，以摧毁它们的追捕者。至08:02，罗恩号向两艘小巡洋舰发出信号，命令它们放弃追击，并与公海舰队余部一起撤退。
1915年5月7日，由斯图加特号、斯德丁号、但泽号、慕尼黑号和二十艘鱼雷艇组成的第四侦察集群被派往波罗的海，为针对向利鲍的俄国阵地发起的大规模行动提供支援。该行动由波罗的海侦察部队司令、海军少将阿尔贝特·霍普曼指挥。第四侦察集群的任务是在北部进行屏护，以防止任何俄国海军力量从芬兰湾移出，而几艘大巡洋舰和其它军舰则对港口实施炮击。俄国人试图以四艘巡洋舰组成的兵力进行干预：马卡罗夫将军号、巴扬号、奥列格号和博加特耶尔号。它们曾短暂与慕尼黑号交战，但由于双方都不确定对方的实力，很快便分离。在炮击后不久，利鲍即由德国陆军占领，斯图加特号及第四侦察集群余部遂被召回公海舰队。

### 日德兰海战
斯图加特号跟随第四侦察集群参加了1916年5月31日至6月1日爆发的日德兰海战。该侦察集群在海军准将路德维希·冯·罗伊特的率领下，于5月31日03:30随舰队余部驶离威廉港。为承担屏护舰队的任务，斯图加特号和鱼雷艇V71号被安置在舰队尾部，位居第二战列分舰队之后。在战斗的早期阶段，斯图加特号及第四侦察集群并未积极参战，但至21:30左右，它们遇到了英国第3轻巡洋分舰队。罗伊特遂引领公海舰队向南行驶，以远离英国大舰队。由于射程太远及能见度不佳，仅慕尼黑号和斯德丁号能够与英国的巡洋舰交火。斯图加特号是这条阵线上的第四艘舰，其船员只能在混沌中辨认出一艘英国舰只。当该舰已遭其它德国巡洋舰攻击后，斯图加特号便停止了射击。为了吸引英国人靠近公海舰队的主力舰，罗伊特将他的舰群转向右舵，但第3轻巡洋分舰队没有上钩，继而脱离。
在公海舰队强行穿过英军后方时发生的激烈夜战期间，第四侦察集群摸黑于近距离遭遇了英国第2轻巡洋分舰队。当两支部队相互接近时，德国人以探照灯照亮了南安普敦号和都柏林号，并将火力集中在这两艘舰上。其中斯图加特号和埃尔宾号负责攻击都柏林号。在此期间，都柏林号被八枚炮弹击中，可能全部来自斯图加特号，但这些打击没有造成严重的破坏。两艘英国巡洋舰随即遭到重创并起火燃烧，被迫撤退；而德国人为了吸引英国人更接近战列巡洋舰毛奇号和塞德利茨号也选择后退。在混乱中，小巡洋舰女性之赞号遭南安普敦号发射的鱼雷击中并沉没；这迫使斯图加特号向右转舵脱离阵线，以躲避沉船。然后，它与第四侦察集群余部失去了联系，遂列入第一战列分舰队阵中。舰只直至午夜时分与英国轻型部队的交战中才再度出现。它仍然隐藏在黑暗中，观察着第一分舰队的无畏舰攻击几艘英国驱逐舰。与此同时，英国人向德国阵线发射了鱼雷，迫使它避开。为此，黑暗中的斯图加特号不得不在战列舰拿骚号和波森号之间穿梭。
至02:30，斯图加特号驶上德国战列线的前部，越过了领头的战列舰威斯特法伦号。它引领第一分舰队返回港口，并在后续为第三战列分舰队及其旗舰腓特烈大帝号提供协助。在战斗过程中，斯图加特号共发射了64枚炮弹，这是所有参战德国巡洋舰中最少的。但不同于许多其它德国巡洋舰，它在战斗中毫发未损。

### 转换及结局
在战争初期，德国海军曾试图将蒸汽轮船转换为水上飞机母舰。然而，它们的速度过慢，以至于无法随舰队共同行动，因此需要一个更快的替代方案。至1918年，海军决定转换度速度足以满足随舰队共同航行的斯图加特号；转换工程自1918年2月启动。这项工作是在威廉港的帝国船厂进行，并于5月完成。作为一艘水上飞机母舰，其舰艏和舰艉的105毫米炮、以及两门最末端的舷侧炮都被移除，仅余四门舷侧炮。两门88毫米45倍径高射炮被安装至舰艏；而水下鱼雷发射管也获得保留。两座大型飞机库建于烟囱后方，可停放两架水上飞机；第三架水上飞机则搭载于飞机库顶部。由于斯图加特号只能搭载三架飞机，这一数量不足以支撑整个公海舰队，因此当局还计划将罗恩号转变为水上飞机母舰。然而，这两艘舰均未实际参与过行动。斯图加特号在战争中幸存了下来，并于1919年11月15日正式从海军名录中除籍。至1920年7月6日，根据《凡尔赛条约》的条款，舰只作为战利舰而以代号“S”被割让予英国；继而拆解报废。